# Stop Making Sense (album de Talking Heads)
Ne pas confondre avec le film homonyme.
Albums de Talking Heads
Speaking in Tongues
(1983) Little Creatures
(1985)
Singles
1. Once in a Lifetime
Sortie : Février 1984
2. Slippery People
Sortie : Octobre 1984
3. Girlfriend Is Better
Sortie : Décembre 1984

Stop Making Sense est un album live de Talking Heads et la bande-son du film homonyme, sorti en septembre 1984.
L'édition originale ne contient que neuf chansons tirées du film. En 1999, une réédition commémorant le quinzième anniversaire du concert a été publiée avec seize titres.
L'album s'est classé 41e au Billboard 200 et a été certifié double disque de platine par la Recording Industry Association of America (RIAA) le 17 août 1994.

## Liste des titres
| 1. | Psycho Killer             | David Byrne, Chris Frantz, Tina Weymouth                            | 4:28 |
| 2. | Swamp                     | David Byrne, Chris Frantz, Jerry Harrison, Tina Weymouth            | 4:28 |
| 3. | Slippery People           | David Byrne, Chris Frantz, Jerry Harrison, Tina Weymouth            | 4:13 |
| 4. | Burning Down the House    | David Byrne, Chris Frantz, Jerry Harrison, Tina Weymouth            | 4:14 |
| 5. | Girlfriend Is Better (en) | David Byrne                                                         | 5:07 |
| 6. | Once in a Lifetime        | David Byrne, Brian Eno, Chris Frantz, Jerry Harrison, Tina Weymouth | 5:34 |
| 7. | What a Day That Was       | David Byrne                                                         | 6:30 |
| 8. | Life During Wartime       | David Byrne, Chris Frantz, Jerry Harrison, Tina Weymouth            | 5:52 |
| 9. | Take Me to the River      | Al Green, Teenie Hodges                                             | 6:00 |

| 1.  | Psycho Killer                                | David Byrne, Chris Frantz, TinaWeymouth                             | 4:24 |
| 2.  | Heaven                                       | David Byrne, Jerry Harrison                                         | 3:41 |
| 3.  | Thank You for Sending Me an Angel            | David Byrne                                                         | 2:09 |
| 4.  | Found a Job                                  | David Byrne                                                         | 3:15 |
| 5.  | Slippery People                              | David Byrne, Chris Frantz, Jerry Harrison, Tina Weymouth            | 4:00 |
| 6.  | Burning Down the House                       | David Byrne, Chris Frantz, Jerry Harrison, Tina Weymouth            | 4:06 |
| 7.  | Life During Wartime                          | David Byrne, Chris Frantz, Jerry Harrison, Tina Weymouth            | 5:51 |
| 8.  | Making Flippy Floppy                         | David Byrne, Chris Frantz, Jerry Harrison, Tina Weymouth            | 4:40 |
| 9.  | Swamp                                        | David Byrne, Chris Frantz, Jerry Harrison, Tina Weymouth            | 4:30 |
| 10. | What a Day That Was                          | David Byrne                                                         | 6:00 |
| 11. | This Must Be the Place (Naive Melody)        | David Byrne, Chris Frantz, Jerry Harrison, Tina Weymouth            | 4:57 |
| 12. | Once in a Lifetime                           | David Byrne, Brian Eno, Chris Frantz, Jerry Harrison, Tina Weymouth | 5:25 |
| 13. | Genius of Love (Interprété par Tom Tom Club) | Tina Weymouth, Chris Frantz, Adrian Belew, Steven Stanley           | 4:30 |
| 14. | Girlfriend Is Better                         | David Byrne                                                         | 5:06 |
| 15. | Take Me to the River                         | Al Green, Teenie Hodges                                             | 5:32 |
| 16. | Crosseyed and Painless                       | David Byrne, Brian Eno, Chris Frantz, Jerry Harrison, Tina Weymouth | 6:11 |

## Personnel
| - David Byrne : chant, guitare - Jerry Harrison : guitare, claviers, chœurs - Chris Frantz : batterie, chœurs - Tina Weymouth : basse, guitare, claviers, chœurs | - Bernie Worrell : claviers - Alex Weir : guitare, chœurs - Steve Scales : percussions - Edna Holt : chœurs - Lynn Mabry : chœurs |